# Sabazio

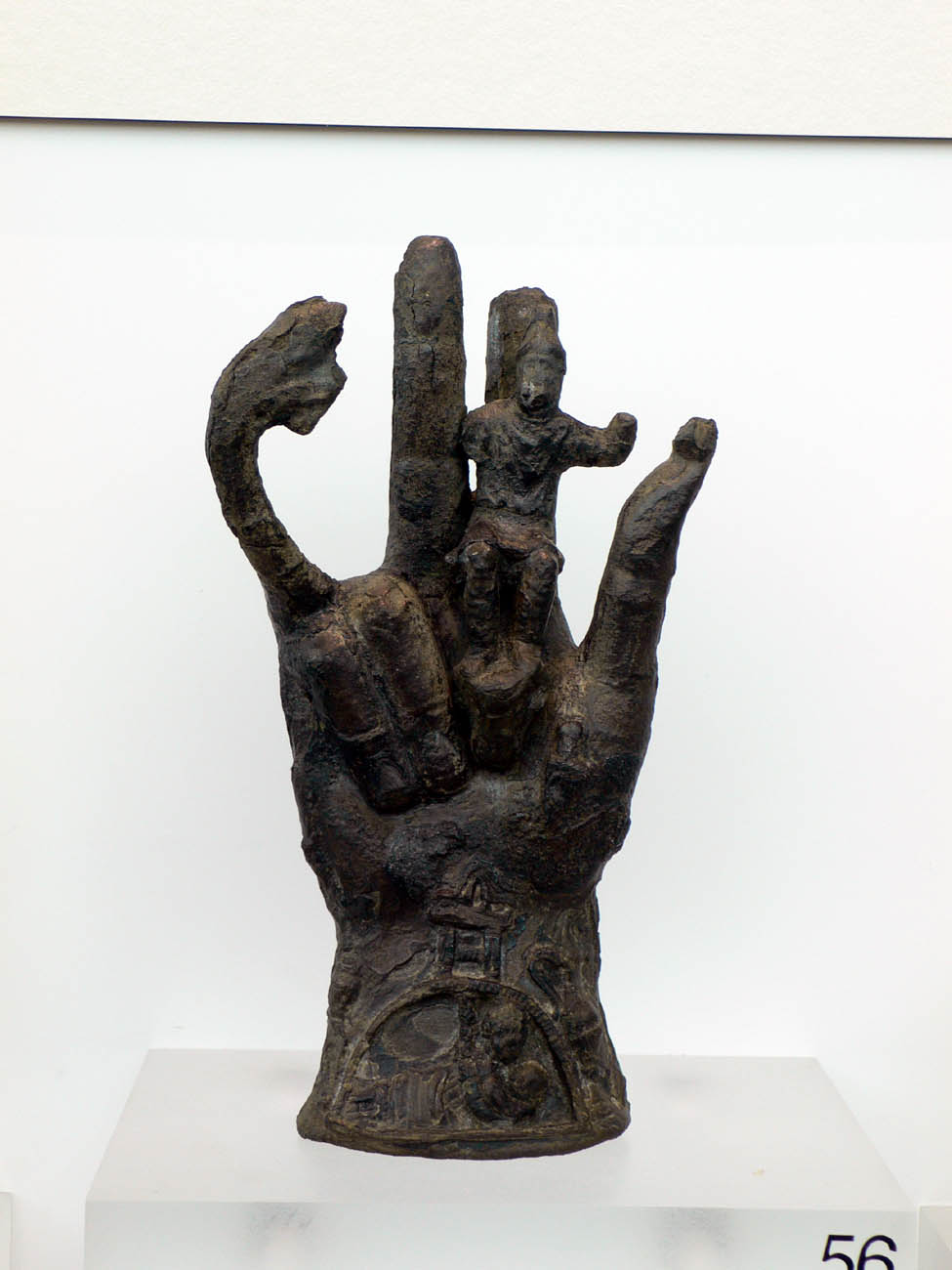
Mano in bronzo di Sabazio

Sabazio (greco antico: Σαβάζιος, romanizzato: Sabazios, pronuncia moderna Savázios; in alternativa, Sabadios) è il cavaliere e dio padre del cielo dei Frigi e dei Traci. Nelle lingue indoeuropee, come il frigio, l'elemento -zios nel suo nome deriva da dyeus, il comune precursore del latino deus (" dio ") e del greco Zeus. Sebbene i greci interpretassero Sabazio frigio sia come Zeus che come Dioniso, le sue rappresentazioni, anche in epoca romana, lo mostrano sempre a cavallo, come un dio cavaliere nomade, che brandisce il suo caratteristico bastone del potere.

## Sabazio tracio/frigio
Sembra probabile che i Frigi migratori abbiano portato con sé Sabazio quando si stabilirono in Anatolia all'inizio del primo millennio a.C., e che le origini del dio siano da ricercare in Macedonia e Tracia. Si ritiene che l'antico santuario di Perperikon nell'odierna Bulgaria sia quello di Sabazio. I macedoni erano anche noti cavalieri, allevatori di cavalli e adoratori di cavalli fino al tempo di Filippo II, il cui nome significa "amante dei cavalli".
Un possibile conflitto iniziale tra Sabazio e i suoi seguaci e la dea madre indigena della Frigia (Cibele) può riflettersi nel breve riferimento di Omero alle imprese giovanili di Priamo, che aiutò i Frigi nelle loro battaglie con le Amazzoni.
Una delle creature della religione nativa era il toro lunare. I rapporti di Sabazio con la dea possono essere ipotizzati dal modo in cui il suo cavallo pone uno zoccolo sulla testa del toro, in un rilievo marmoreo romano al Boston Museum of Fine Arts. Sebbene di data romana, l'immagine iconica sembra essere molto precedente.

## Dio cavaliere

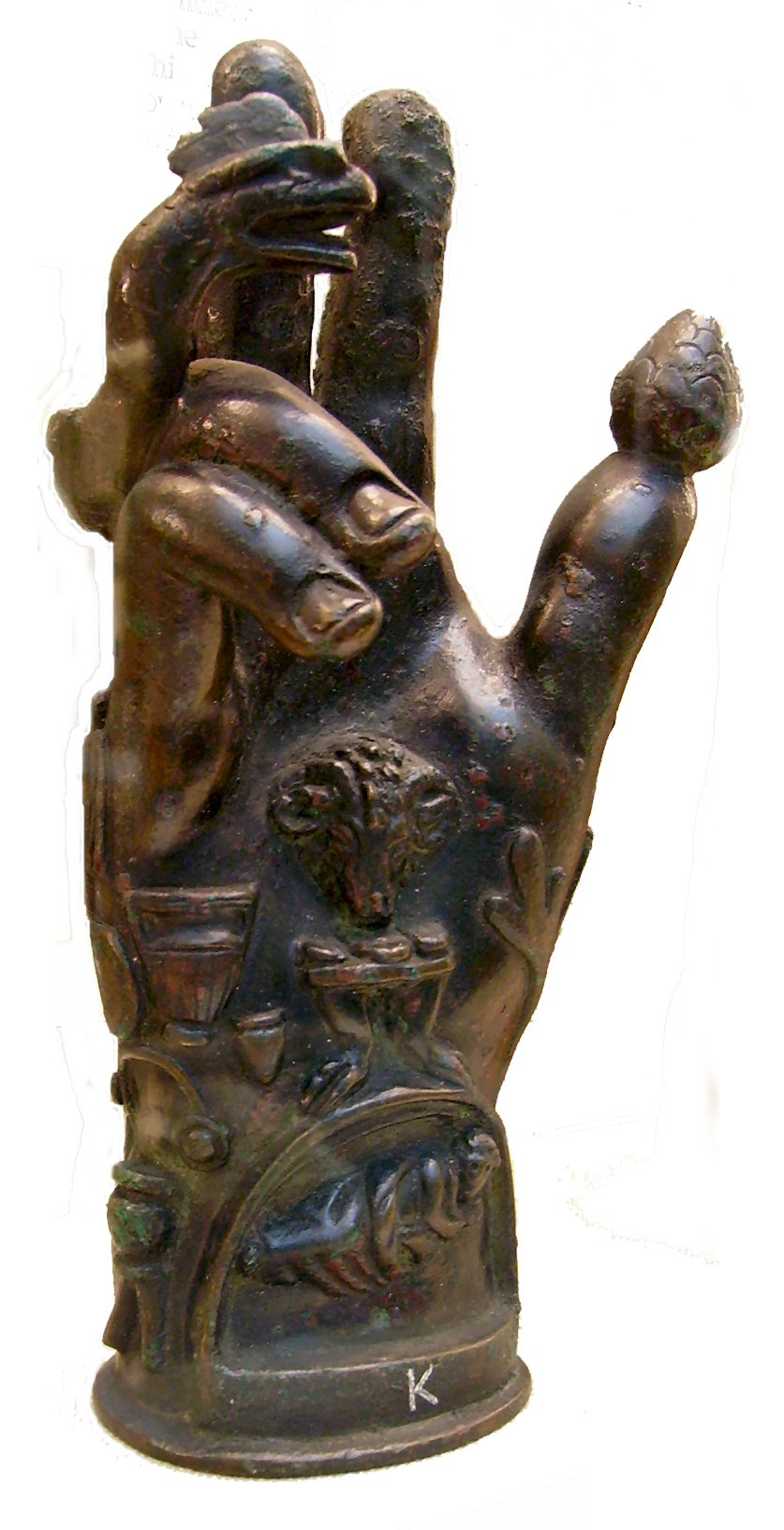
Mano in bronzo usata nel culto di Sabazios (British Museum). Romano I-II secolo d.C. Mani decorate con simboli religiosi erano progettate per stare nei santuari o, come questo, erano attaccate a pali per uso processionale. Un'altra mano di bronzo simile trovata nel XVI/XVII secolo a Tournai, in Belgio, si trova anche nel British Museum.

Altre stele del "dio cavaliere" si trovano al Museo Burdur, in Turchia. Sotto l'imperatore romano Gordiano III il dio a cavallo compare sulle monete coniate a Tlos, nella vicina Licia, e a Istrus, nella provincia della Bassa Mesia, tra la Tracia e il Danubio. Si pensa generalmente che il nonno del giovane imperatore provenisse da una famiglia anatolica, a causa del suo insolito cognome, Gordianus. L'iconica immagine del dio o eroe a cavallo che combatte contro il serpente ctonio, sul quale il suo cavallo calpesta, compare su colonne votive celtiche e con l'avvento del cristianesimo fu facilmente trasformata nell'immagine di San Giorgio e il drago, le cui prime raffigurazioni conosciute risalgono alla Cappadocia del X e XI secolo e alla Georgia e all'Armenia dell'XI secolo.

## Iconografia, raffigurazioni ed associazioni ellenistiche
Tra le iscrizioni romane di Nicopoli ad Istrum, Sabazio è generalmente equiparato a Giove e menzionato insieme a Mercurio. Allo stesso modo nei monumenti ellenistici, Sabazio è esplicitamente (tramite iscrizioni) o implicitamente (tramite iconografia) associato a Zeus. Su una lastra di marmo di Filippopoli, Sabazio è raffigurato come una divinità centrale con i capelli ricci e la barba tra diversi dei e dee. Sotto il suo piede sinistro c'è una testa di ariete, e tiene nella mano sinistra uno scettro puntato con una mano nel gesto della benedictio latina. Sabazio è accompagnato da busti alla sua destra raffiguranti Luna, Pan e Mercurio, e alla sua sinistra Sol, Fortuna e Dafne. Secondo Macrobio, Liber ed Elio erano venerati presso i Traci come Sabazio; questa descrizione si adatta ad altri resoconti classici che identificano Sabazio con Dioniso. Sabazio è anche associato a numerosi reperti archeologici raffiguranti una mano destra in bronzo nel gesto della benedictio latina. La mano sembra avere un significato rituale e potrebbe essere stata apposta su uno scettro (come quello portato da Sabazio sulla lastra di Filippopoli). Sebbene ci siano molte varianti, la mano di Sabazio è tipicamente raffigurata con una pigna sul pollice e con un serpente o una coppia di serpenti che circondano il polso e sormontano l'anulare piegato e il mignolo. Ulteriori simboli occasionalmente inclusi nelle mani di Sabazio includono un fulmine sull'indice e sul medio, una tartaruga e una lucertola sul dorso della mano, un'aquila, un ariete, un ramo senza foglie, il tirso e l'Eroe a cavallo.

I riti estatici orientali praticati in gran parte dalle donne ad Atene furono messi insieme per scopi retorici da Demostene per indebolire il suo avversario Eschine per aver partecipato alle associazioni di culto di sua madre:
Quando hai raggiunto l'età adulta hai aiutato tua madre nelle sue iniziazioni e negli altri rituali, e hai letto ad alta voce gli scritti del culto... Hai strofinato i serpenti dalle guance grasse e li hai oscillati sopra la tua testa, piangendo Euoi saboi e hues attes, attes hues.
(Inni orfici)

## Trasformazione inSabazius
Il trasferimento di Sabazio nel mondo romano sembra essere stato mediato in gran parte da Pergamo. L'approccio naturalmente sincretico della religione greca offuscava le distinzioni. Scrittori greci successivi, come Strabone nel I secolo d.C., collegarono Sabazio con Zagreo, tra i ministri frigi e gli assistenti dei sacri riti di Rea e Dioniso. Il contemporaneo siciliano di Strabone, Diodoro Siculo, confuse Sabazio con il segreto 'secondo' Dioniso, nato da Zeus e Persefone, una connessione che non è confermata dalle iscrizioni sopravvissute, che sono interamente a Zeus Sabazio. Il cristiano Clemente di Alessandria era stato informato che i misteri segreti di Sabazio, come praticati presso i romani, riguardavano un serpente, una creatura ctonia estranea al dio celeste a cavallo della Frigia: " 'Dio nel seno' è un contrassegno dei misteri di Sabazio agli adepti". Clemente riferisce: "Questo è un serpente, è passato in seno agli iniziati".

Molto più tardi, l'enciclopedia greca bizantina, Suda (X secolo), afferma categoricamente
Sabazio... è lo stesso di Dioniso. Ha acquisito questa forma di indirizzo dal rito a lui spettante; perché i barbari chiamano il grido bacchico "sabazein". Quindi anche alcuni Greci seguono l'esempio e chiamano il grido "sabasmos"; così Dioniso [diventa] Sabazio. Chiamavano anche "saboi" quei luoghi che erano stati dedicati a lui e alle sue Baccanti... Demostene [nel discorso] "Per conto di Ktesifonte" [li cita]. Alcuni dicono che Saboi sia il termine per coloro che sono dedicati a Sabazios, cioè a Dioniso, così come quelli [dedicati] a Bakkhos [sono] Bakkhoi. Dicono che Sabazio e Dioniso siano la stessa cosa. Così alcuni dicono anche che i greci chiamano i Bakkhoi Saboi. 
Nei siti romani, sebbene un'iscrizione murata nel muro della chiesa abbaziale di San Venanzio a Ceparana suggerisse ad un umanista rinascimentale che fosse stata edificata sulle fondamenta di un tempio dedicato a Giove Sabazio, secondo gli studiosi moderni non un solo tempio consacrato a Sabazio, il dio cavaliere dell'aria aperta, è stato localizzato. Piccole mani votive, tipicamente di rame o bronzo, sono spesso associate al culto di Sabazio. Molte di queste mani hanno una piccola perforazione alla base che suggerisce che potrebbero essere state attaccate a pali di legno e portate in processione. Il simbolismo di questi oggetti non è ben noto.

## Collegamento ebraico
I primi ebrei che si stabilirono a Roma furono espulsi nel 139 a.C., insieme agli astrologi caldei da Cornelio Hispalus secondo una legge che vietava la propagazione del culto "corruttore" di Giove Sabazio,  secondo l'epitome di un libro perduto di Valerio Massimo:
Gneo Cornelio Hispalus, pretore peregrinus nell'anno del consolato di Marco Popilius Laenas e Lucius Calpurnius, ordinò agli astrologi con un editto di lasciare Roma e l'Italia entro dieci giorni, poiché per una falsa interpretazione degli astri turbavano le menti volubili e sciocche, così traendo profitto dalle loro bugie. Lo stesso pretore costrinse i Giudei, che tentavano di infettare l'usanza romana col culto di Giove Sabazio, a ritornare alle loro case. 
Con ciò si ipotizza che i romani identificassero l'ebreo YHVH Tzevaot ("sa-ba-oth", "degli eserciti") come Giove Sabazius.
Questa connessione sbagliata di Sabazio e Sabaos è stata spesso ripetuta. Allo stesso modo, Plutarco sosteneva che gli ebrei adorassero Dioniso e che il giorno di sabato fosse una festa di Sabazio. Plutarco discute anche dell'identificazione del Dio ebraico con il Tifone "egiziano", identificazione che però in seguito rifiuta. Gli Ipsistari monoteisti adoravano l'Altissimo con questo nome, che potrebbe essere stato una forma del Dio ebraico.